# مورنو لونگو
مورنو لونگو (به ایتالیایی: Moreno Longo) (زاده ۱۴ فوریه ۱۹۷۶) سرمربی فوتبال ایتالیایی و بازیکن سابق فوتبال است.

## حرفهٔ باشگاهی
مورنو قبل از عزیمت به تورینو در سال ۱۹۸۷، بازی خود را با تیم جوانان لاسکاریس آغاز کرد، که با او در سال ۱۹۹۵–۱۹۹۵ در سری آ در جریان ۵ بر یک شکست مقابل آث میلان انجام داد.
در همان سال، او قبل از بدست آوردن دو جام دیگر برای تیم اول در سالهای بعد، برنده معتبر Torneo di Viareggio با پریماوا شد. بین سالهای ۱۹۹۵–۹۶، وی ۱۱ بازی در سری آ برای گرانیتا جمع کرد که با سومین پیروزی این باشگاه در سری B به اوج رسید. او ۱۸ بار برای این باشگاه در کادر بازی کرد، اما همچنین به عنوان بخشی از تیم جوانان در مسابقات Torneo di Viareggio درگیر شد، در فینال مقابل AS Bari باخت.
در اوت ۱۹۹۷، او با لوچسه، دوباره در سری B (در ابتدا وام) امضا کرد. او دو فصل در آنجا ماند تا شروع سال ۱۹۹۹ در آنجا اولین بازی خود را انجام داد. در آغاز سال ۱۹۹۹–۰۰، او بازوبند کاپیتانی را برای سمت استان توسکانی پوشید. سپس، در ماه سپتامبر، او به صورت قرضی به Chievo نقل مکان کرد.
او تا سال ۲۰۰۲ در آنجا ماند و جزئی از تیمی بود که اولین بار تبلیغاتی این باشگاه را به سری آ در سال ۲۰۰۱ بدست آورد. در آن فصل، مورنو به شدت مصدوم شد و حضور او فقط به ۱۲ بازی محدود شد. فصل بعد، او به دلیل اثرات آسیب دیدگی هرگز وارد زمین نشد.
در ژانویه ۲۰۰۳، او به کالیاری وام داده شد. در ساردینیا، وی پس از دو سال توقف، به زمین برگشت و همه ۲ بازی را در آوریل، قبل از بازگشت به کیهو، مورد اختلاف قرار داد. جایی که او به‌طور نامحدود در سری C1 به Teramo منتقل شد. او ۵ بار برای Abruzzi بازی کرد، اما در اوت ۲۰۰۴ به اولتراس حمله کرد و تیم را ترک کرد.
او کار خود را در سری C2 با Pro Vercelli و Alessandria ادامه داد و کار خود را در ۳۰ سالگی به پایان رساند.

## حرفه بین‌المللی
در سپتامبر ۱۹۹۶، او برای اولین بار به تیم U-21 ایتالیا فراخوانده شد، که در آن دو بازی را جمع کرد.

## شغل مدیریتی

### در آغاز کار
او کار مدیریتی خود را در سال ۲۰۰۷ با Giovanissimi Nazionale از Filadelfia Paradiso آغاز کرد و آنها را به یک عنوان منطقه ای سوق داد. سال بعد، وی به Canavese نقل مکان کرد و به مرحله حذفی مسابقات حذفی مسابقات قهرمانی کشور در همان رده سنی صعود کرد.
در سال ۲۰۰۹، وی به عنوان مدیر آلیوی نازیونالی به تورینو بازگشت و در سال ۲۰۱۲ سرمربی تیم پریماوا شد. در فصل ۲۰۱۳–۱۴، تیم وی پس از از دست دادن ۴–۳ نهایی در ضربات پنالتی به کیهو، به عنوان دونده در Campionato Nazionale Primavera به پایان رسید. فصل بعد، او پس از شکست لاتزیو در ضربات پنالتی، تورینو را به عنوان نهمین قهرمانی پریماوا و اولین بازی خود از فصل ۱۹۹۱–۱۹۹۲ هدایت کرد. در سال ۲۰۱۵، او همچنین مقابل لاتزیو سوپرکوپا پریماورا را برد.